# Royal (Nebraska)
Royal je selo u američkoj saveznoj državi Nebraska. Prema popisu stanovništva iz 2010. u njemu je živjelo 63 stanovnika.